# 川戸駅
川戸駅（かわどえき）は、島根県江津市桜江町川戸にあった、西日本旅客鉄道（JR西日本）三江線の駅（廃駅）である。2018年（平成30年）4月1日に、三江線の廃止に伴い廃駅となった。

## 歴史
- 1930年（昭和5年）4月20日：三江線の石見江津駅（現在の江津駅） - 当駅間が開通、終着駅（有人駅）として新設[2][5][6]。
  - 当時の所在地表示は島根県邑智郡川戸村川戸であった。
- 1931年（昭和6年）5月20日：三江線が当駅から石見川越駅まで延伸され、途中駅となる[7]。
- 1954年（昭和29年）4月1日：桜江村成立に伴い、所在地表示が島根県邑智郡桜江村川戸になる。
- 1955年（昭和30年）3月31日：三江南線の開業に伴い、それまでの三江線が三江北線に改称され、当駅も同線所属の駅となる[8]。
- 1956年（昭和31年）1月1日：町制施行に伴い、所在地表示が島根県邑智郡桜江町川戸になる。
- 1975年（昭和50年）8月31日：当駅を含む江津駅 - 三次駅間が全通したため三江北線が現行の三江線の一部となり、当駅も同線所属の駅となる[8]。
- 1987年（昭和62年）4月1日：国鉄分割民営化により、西日本旅客鉄道へ承継[8]。
- 1999年（平成11年）3月13日：3月12日午後0時半から江津 - 口羽駅間を運休して、列車交換設備を撤去[9]。周辺では同時に、川平・因原・石見簗瀬の各駅でも交換設備が撤去された[9]ため、江津駅 - 浜原駅間では列車交換が可能な駅が石見川本駅のみとなった[10]。
- 2004年（平成16年）10月1日：桜江町が江津市に編入され、所在地表示が島根県江津市桜江町川戸になる。
- 2018年（平成30年）4月1日：三江線の全線廃止に伴い、廃駅となる[4]。

## 駅構造
浜原方面に向かって左側に、単式ホーム1面1線を有する地上駅（停留所）であった。かつては2面2線の相対式ホームで行き違い設備を持っており、江津寄りに1本と三次寄りに2本の側線を含む5線を有していたが、駅舎側の線路以外は撤去され、使われなくなったホームなどが残されていた。
かつては駅員が常駐していたが、廃止時には浜田鉄道部が管理する無人駅となっていた。また、平成の初め頃まで切符などの販売を行う駅務室として使用されていた部屋にはNPO法人「結まーるプラス」の事務所が入っていた。なお、自動券売機などは設置されなかった。

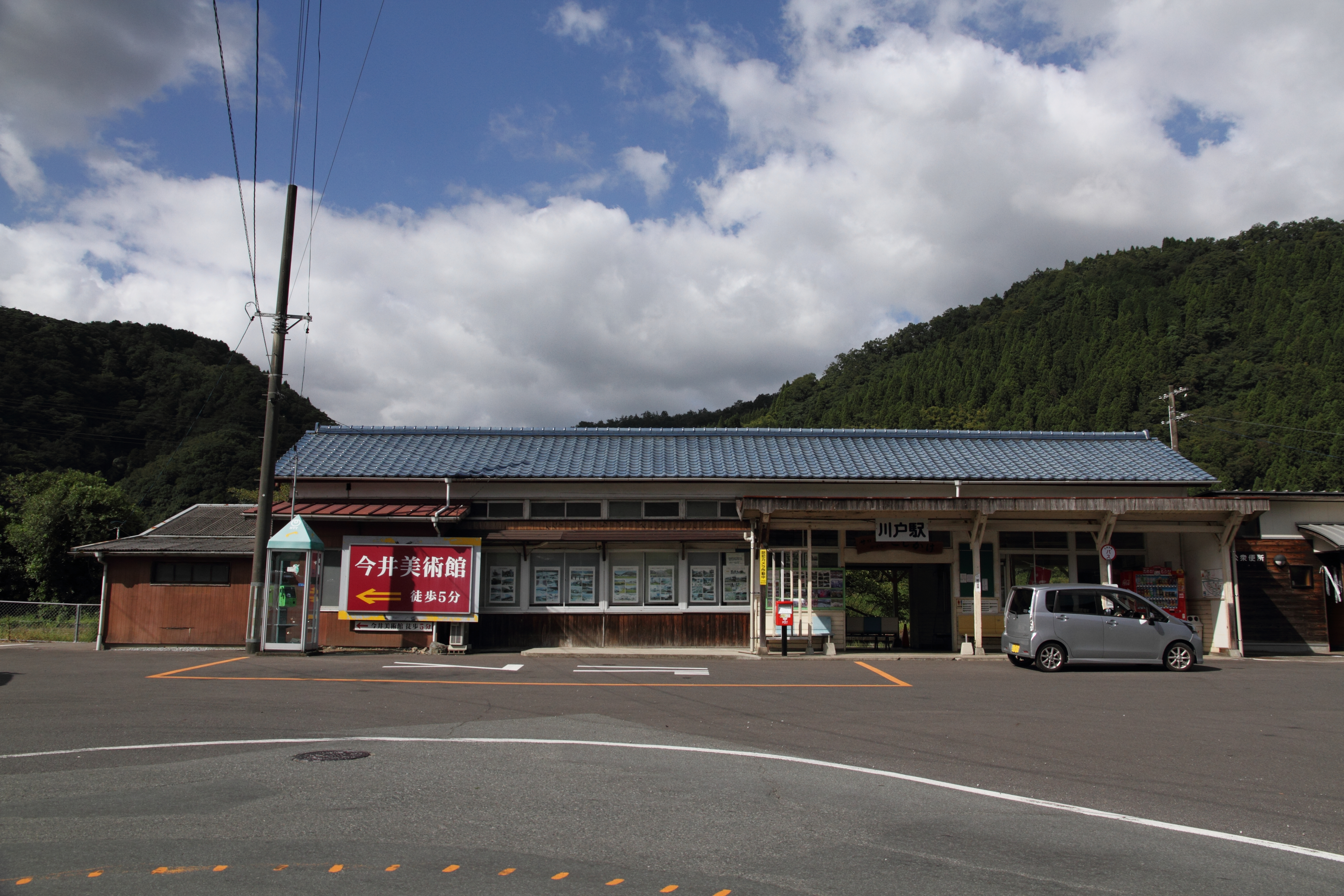
廃線後の駅舎（2019年9月）
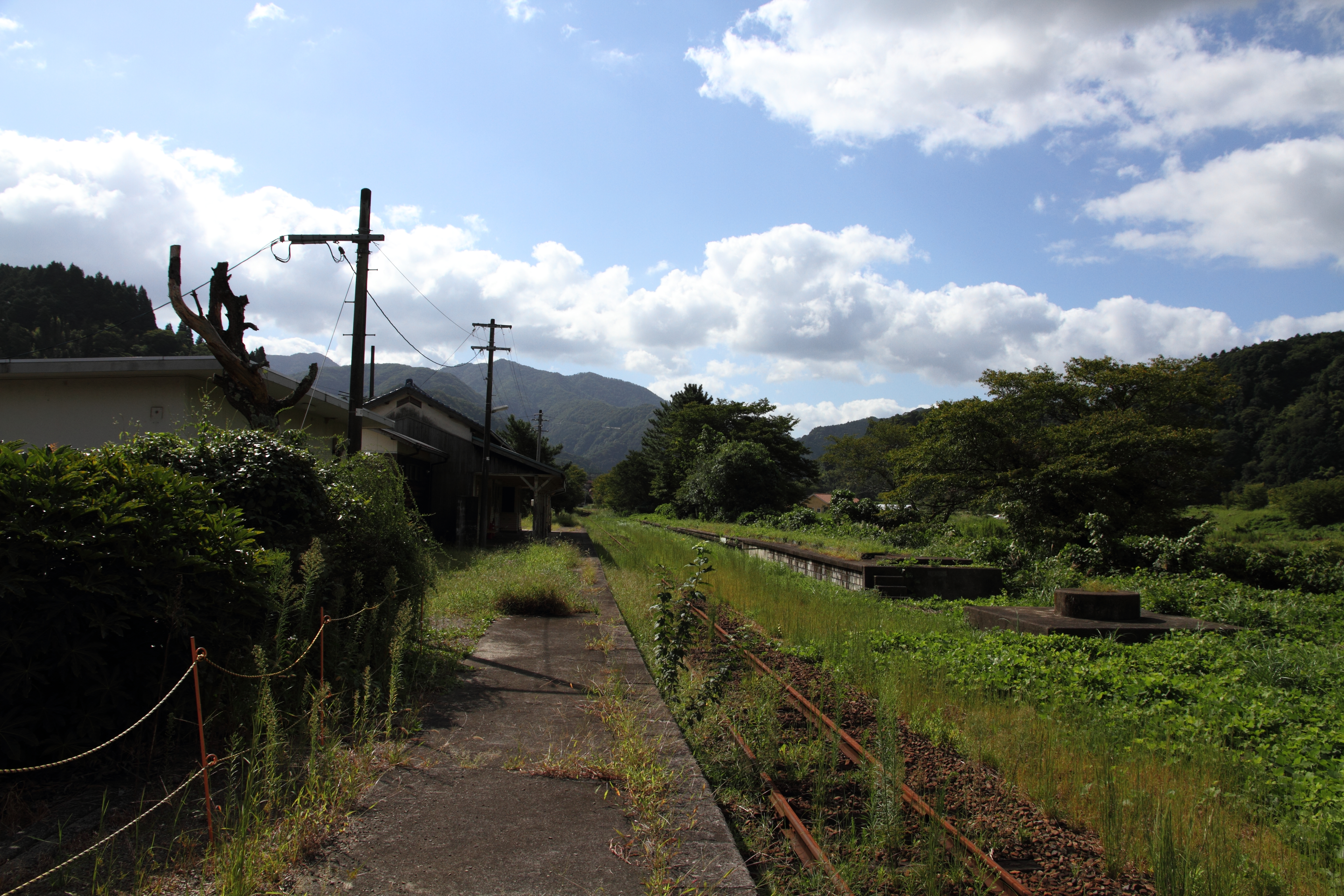
廃線後の駅構内（2019年9月）

## 利用状況
近年の1日平均乗車人員は以下の通りである。なお、1994年度は171人、1984年度は265人だった。
| 乗車人員推移 | 乗車人員推移 |
| 年度         | 1日平均人数  |
| ------------ | ------------ |
| 1999         | 117          |
| 2000         | 113          |
| 2001         | 103          |
| 2002         | 97           |
| 2003         | 87           |
| 2004         | 83           |
| 2005         | 87           |
| 2006         | 82           |
| 2007         | 102          |
| 2008         | 90           |
| 2009         | 80           |
| 2010         | 63           |
| 2011         | 54           |
| 2012         | 51           |
| 2013         | 40           |
| 2014         | 38           |
| 2015         | 32           |
| 2016         | 33           |
| 2017         | 30           |

## 駅周辺
周辺はやや開けており、道路沿いに家が並んでいる。かつては旧邑智郡桜江町の中心地で、中世には朝鮮半島への貿易で桜井津（）が繁栄した。
- 石見交通「川戸駅」バス停（三江線廃止後「川戸」に改称）
- 江津市役所 桜江庁舎
- 江の川
- 今井美術館[3]
- 水の国

## その他
- 三江線活性化協議会により、石見神楽の演目名にちなんだ「鈴鹿山」の愛称が付けられていた[1][2]。「鈴鹿山」は駅のある江津市桜江町の神楽団体、川戸神楽社中が得意とする演目である[12]。
- 2021年12月11日、江津工業高校や地元住民たちが当駅を活用し軌道自動自転車 (レールスクーター)を走らせたイベントが実施された[13]。

## 隣の駅
西日本旅客鉄道（JR西日本）
 三江線
川平駅 - 川戸駅 - 田津駅

#### 統計資料
1. ↑  “島根県統計書”. しまね統計情報データベース.   島根県政策企画局. 2025年2月5日閲覧。